# Gare de Persan - Beaumont
Pour les articles homonymes, voir Gare de Beaumont.
La gare de Persan - Beaumont est une gare ferroviaire française positionnée à l'intersection de la ligne d'Épinay - Villetaneuse au Tréport - Mers et de la ligne de Pierrelaye à Creil. Elle est située sur le territoire de la commune de Persan, à proximité de celle de Beaumont-sur-Oise, dans le département du Val-d'Oise, en région Île-de-France.
Elle est mise en service en 1846 par la Compagnie des chemins de fer du Nord.
C'est une gare de la Société nationale des chemins de fer français (SNCF) desservie par des trains du réseau Transilien Paris-Nord (ligne H) et d'autres du réseau TER Hauts-de-France. Elle se situe à 36,5 kilomètres de la gare de Paris-Nord via celle de Montsoult - Maffliers.

## Situation ferroviaire
Établie à 29 mètres d'altitude, la gare de bifurcation de Persan - Beaumont est située au point kilométrique (PK) 36,522 de la ligne d'Épinay - Villetaneuse au Tréport - Mers, entre les gares de Nointel - Mours et de Chambly, et au PK 46,027 de la ligne de Pierrelaye à Creil, entre les gares ouvertes de Champagne-sur-Oise et de Bruyères-sur-Oise.

Vue en direction de Beauvais ou Creil
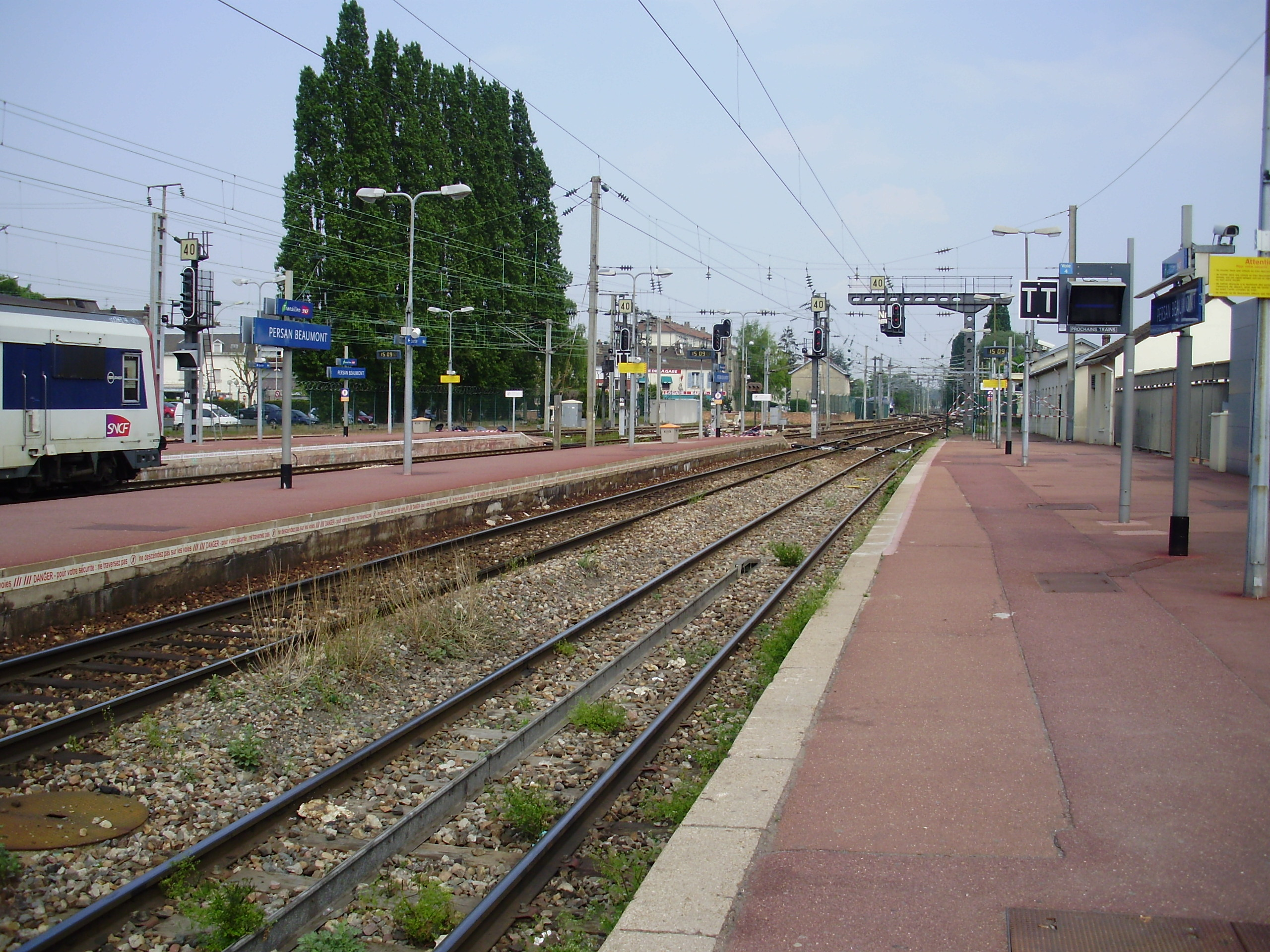
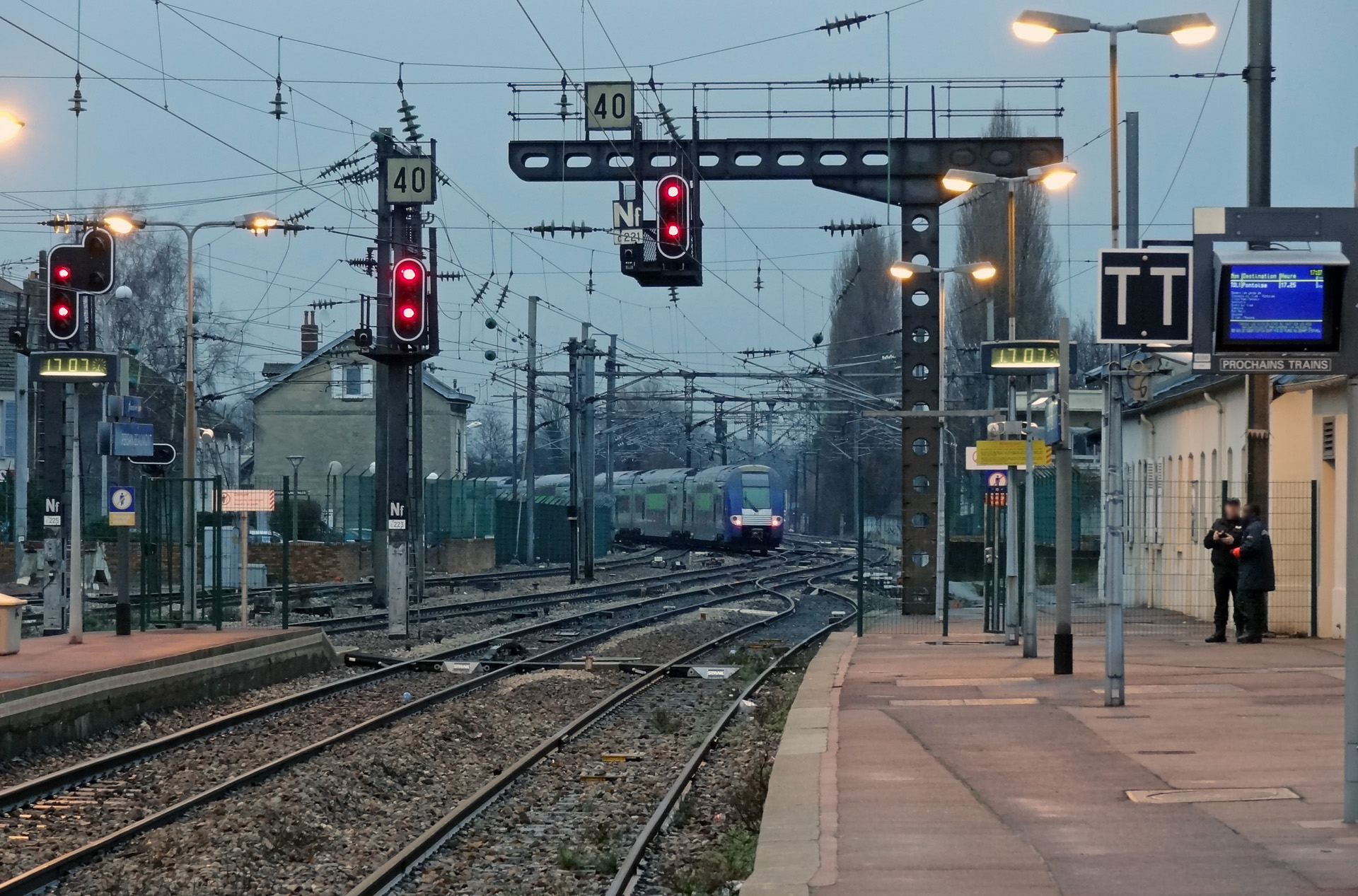

## Histoire
La « station de Beaumont », est officiellement mise en service le 21 juin 1846 par la Compagnie des chemins de fer du Nord, lorsqu'elle ouvre à l'exploitation sa ligne de Paris à Lille et Valenciennes. Elle dessert un bourg de 2 000 habitants et est établie, entre les stations de L'Isle-Adam et de Boran, à environ 46 kilomètres de Paris. Un service de voitures, en correspondance avec le chemin de fer, dessert Presles, Lacave, Viarmes, Chambly, Neuilly-en-Thelle, Cires-lès-Mello, Mouy et Méru,.
La ligne Épinay – Persan - Beaumont via Montsoult est ouverte par la compagnie des chemins de fer du Nord le 5 avril 1877 .
Le bâtiment actuel est le troisième édifié sur le site. Le premier, datant de l'ouverture de la ligne, a été détruit par les bombardements d'août 1944. Remplacé par un nouvel édifice en 1955, qui s'est révélé inadapté, il a été remplacé par l'actuel à l'occasion de l'électrification de la ligne Paris - Beauvais.

## Fréquentation
De 2015 à 2022, selon les estimations de la SNCF, la fréquentation annuelle de la gare s'élève aux nombres indiqués dans le tableau ci-dessous.

| Année     | 2015      | 2016      | 2017      | 2018      | 2019      | 2020      | 2021      | 2022      |
| --------- | --------- | --------- | --------- | --------- | --------- | --------- | --------- | --------- |
| Voyageurs | 3 487 981 | 3 707 776 | 3 932 743 | 4 071 799 | 4 112 008 | 1 989 555 | 3 586 931 | 3 807 121 |

## Service des  voyageurs

### Accueil
C'est une gare SNCF du réseau Transilien qui dispose d'un bâtiment voyageurs, avec guichet, ouvert tous les jours. Elle est équipée d'automates pour l'achat de titres de transport et d'un système d'information sur les horaires des trains. Des aménagements permettent l'accessibilité des personnes à mobilité réduite. 
Des services y sont proposés notamment des distributeurs : de boissons, de friandises et de monnaie. Un point de vente Relay, une borne Work&Station permettant de recharger des appareils mobiles, ainsi que des toilettes (gratuites sous condition d'avoir un titre de transport valable) sont installés. Un point de retrait de colis en libre service Collect&Station se situe sur le parvis de la gare. Enfin, un réseau Wi-Fi gratuit est disponible dans l'ensemble de la gare et sur les quais.

### Desserte
Persan - Beaumont est desservie par les trains de la ligne H du Transilien (réseau Paris-Nord) et ceux du TER Hauts-de-France (ligne de Paris-Nord à Beauvais). Étant la dernière gare francilienne avant les Hauts-de-France, la tarification d'Île-de-France Mobilités n'est plus valable au-delà sur les TER.

### Intermodalité
Un parc pour les vélos et un parking (payant) pour les véhicules (plus de 500 places) y sont aménagés.
La gare est desservie par les lignes 1301, 1302, 1303, 1304, 1305, 1356, Soirée Persan-Beaumont et Express 100 Persan du réseau de bus Haut Val-d'Oise, par la ligne 1 du réseau Pass Thelle Bus et, la nuit, par la ligne N147 du réseau de bus Noctilien.

Installations et desserte
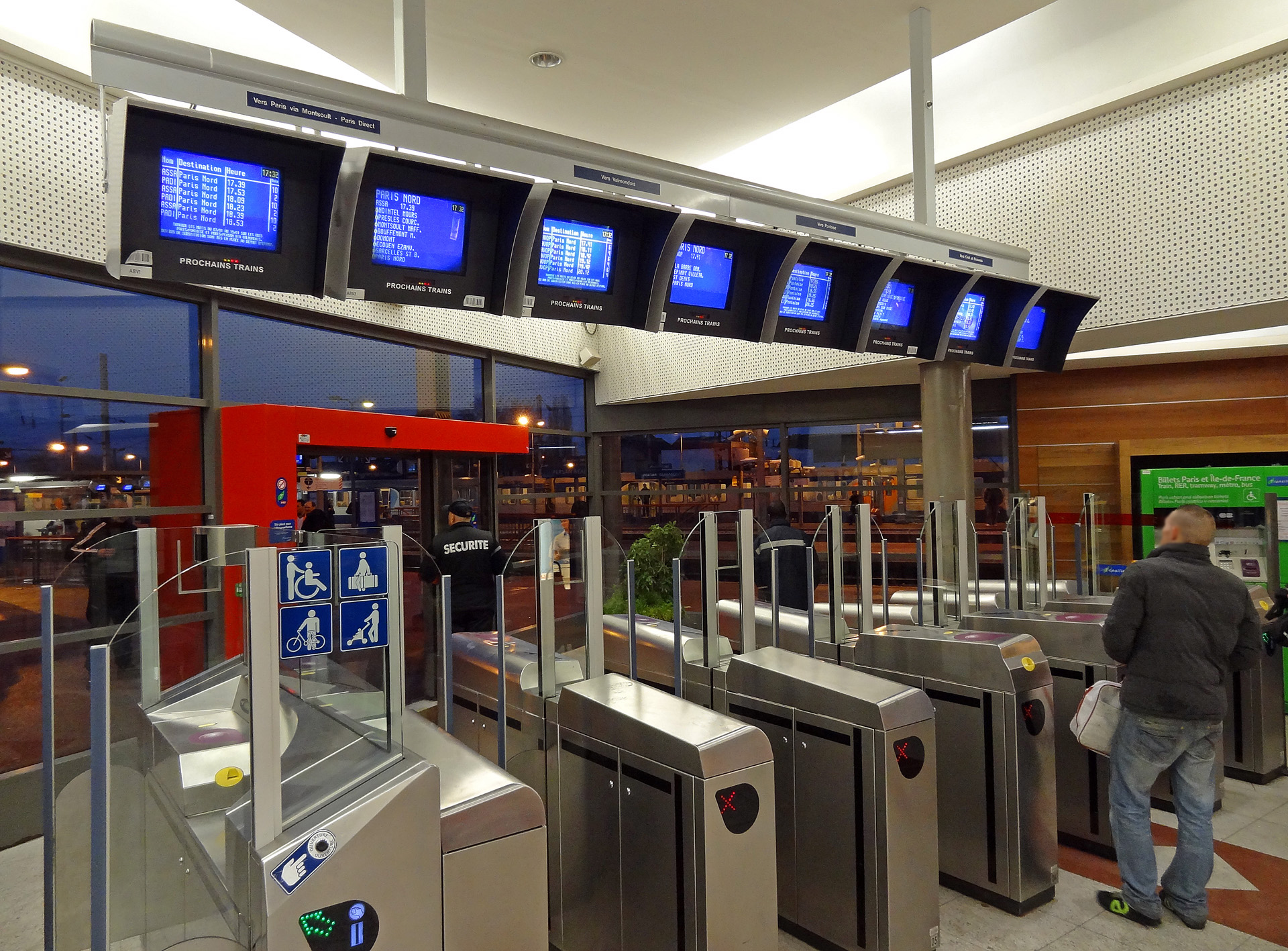
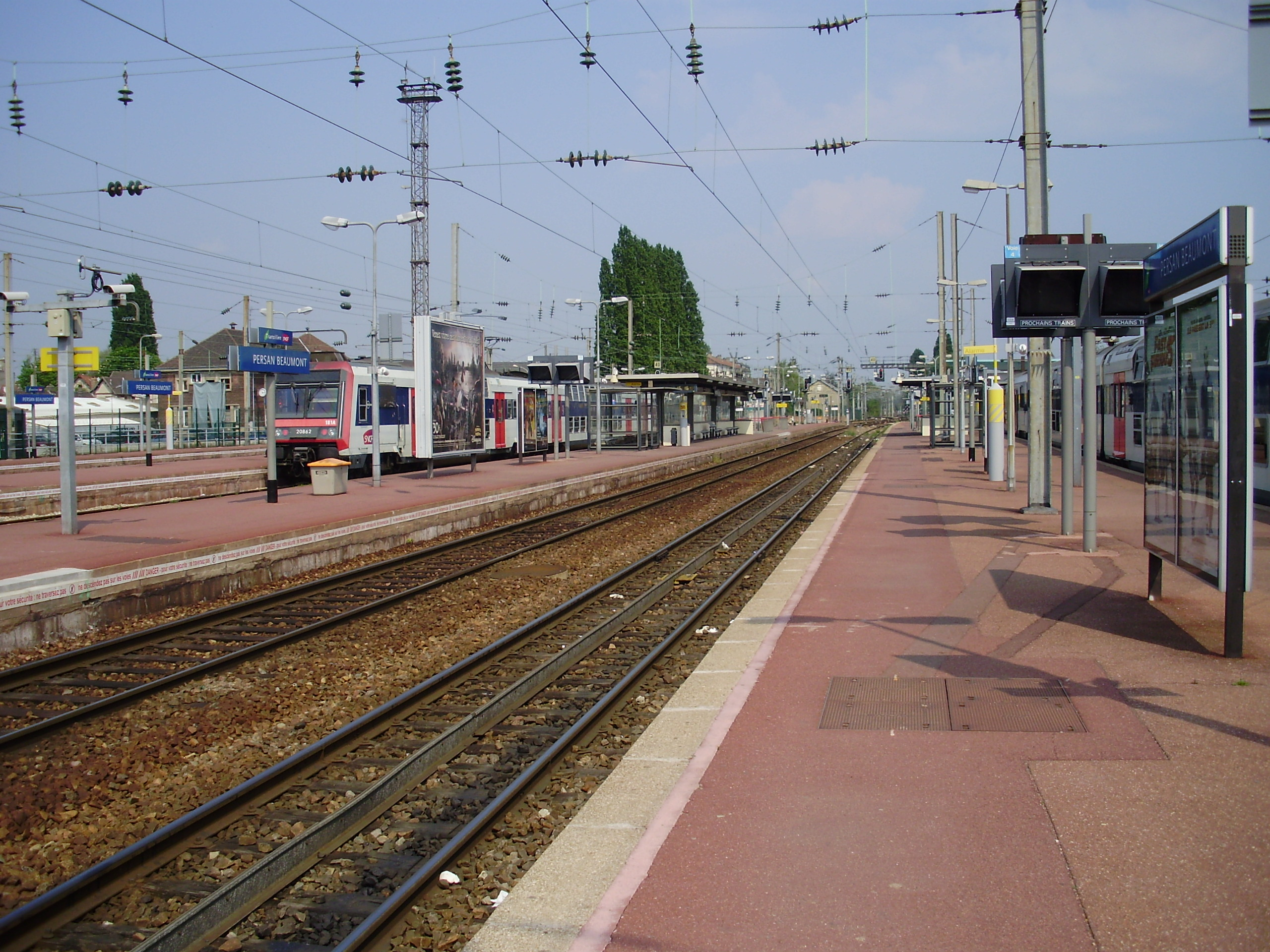
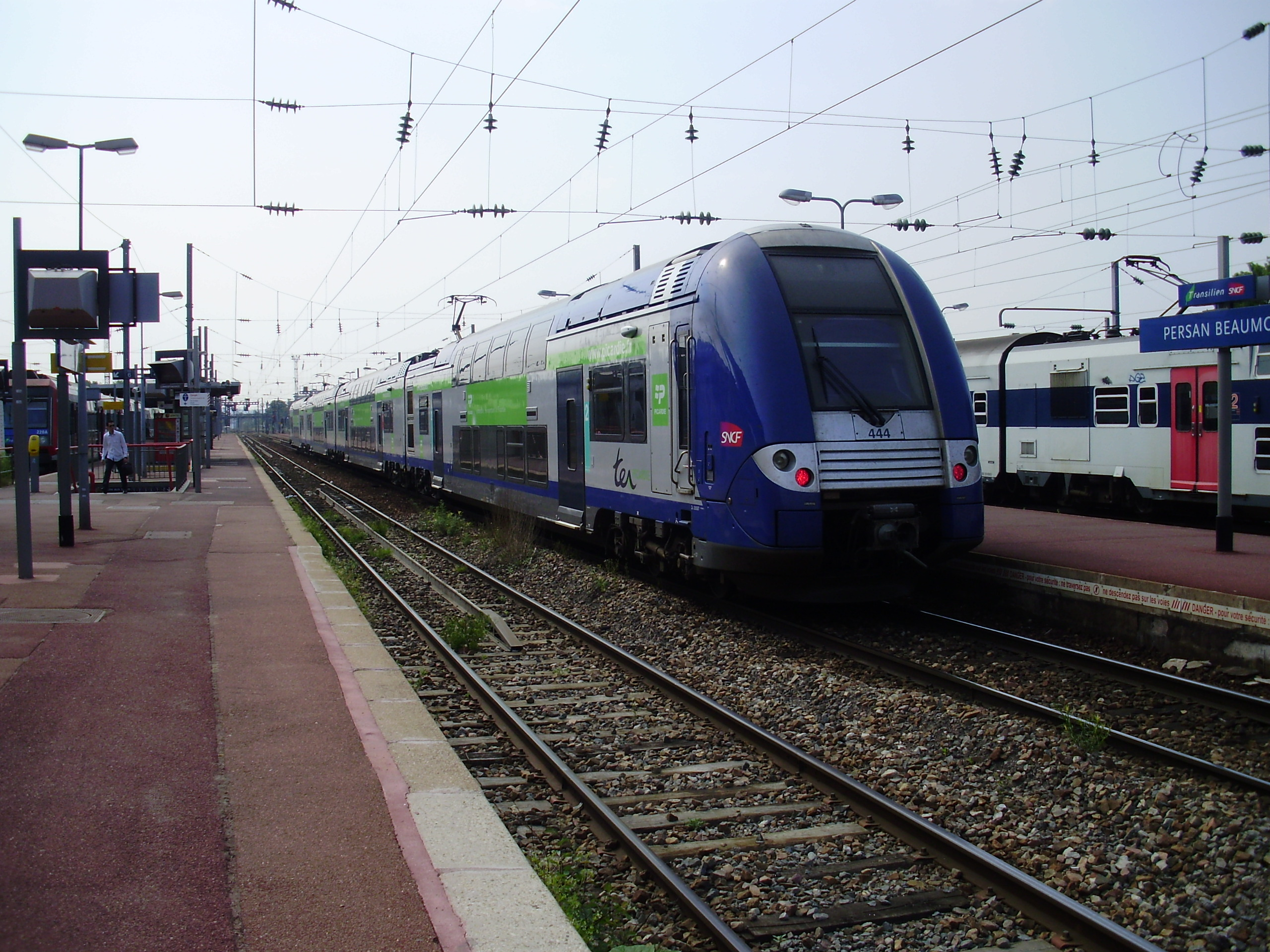

## Dépôt de Persan - Beaumont
Le nœud ferroviaire est situé au carrefour de plusieurs destinations importantes : Paris-Nord via Montsoult-Maffliers, Paris-Nord via Valmondois et Méry, Pontoise (anciennement Paris-Nord via Valmondois, Épluches et Pierrelaye), Beauvais et Le Tréport, Creil et le Nord de la France. Il a été doté d'un dépôt de locomotives dès 1917. On y gérait 35 machines, dont 29 de banlieue et 4 machines de manœuvres pour les besoins locaux. Le personnel sédentaire pour l’entretien et le personnel d’accompagnement y était nombreux.
Ce dépôt a travaillé en tandem avec le dépôt des Joncherolles à Villetaneuse et gérait avec lui les locomotives à vapeur du service de banlieue de la gare du Nord. À la fin de l'exploitation, les locomotives 141 TC étaient exploitées en pool, avec deux équipes titulaires, l'une des Joncherolles, l'autre de Beaumont. En 1968, les locomotives en pool des deux dépôts tractaient 264 trains journaliers, soit un parcours mensuel de 240 000 à 265 000 km. Elles parcoururent en 1967 2 838 000 km.
Les anciennes installations vapeur ont été détruites après la fin de l'exploitation vapeur sur le réseau de Paris-Nord et en Île-de-France (12 mai 1970) ; à leur emplacement, se trouve un parking. Persan - Beaumont demeure toutefois un site satellite du Technicentre de Paris-Nord en assurant le remisage, le nettoyage et la visite quotidienne des rames ainsi que les essais de freins avant le départ en ligne. Cette activité a tendance à décliner avec l'arrivée des rames Z 50000 moins exigeantes et bénéficiant d'une rotation intensifiée qui permet un passage quasi-quotidien par leur dépôt d'attache des Joncherolles.

## Chemin de fer de Hermes à Beaumont
Une ligne à voie métrique de la compagnie du chemin de fer de Hermes à Beaumont reliait Persan - Beaumont à Hermes (Oise) via Noailles. Cette ligne, exploitée en dernier lieu par les VFIL, a été fermée en partie en 1949, et le dernier tronçon de Persan à Ercuis en 1958.